# سیارک ۱۹۰۰۷
سیارک ۱۹۰۰۷ (به انگلیسی: 19007 Nirajnathan، نامگذاری:2000RD68) نوزده هزار و هفتمین سیارک کشف شده‌است که در ۲ سپتامبر ۲۰۰۰ کشف شد.
قدر مطلق سیارک برابر ۱۲.۹ است.